# USB 3.0
USB 3.x phiên bản thứ ba của chuẩn Universal Serial Bus (USB) cho phép máy tính và các thiết bị điện tử giao tiếp với nhau. USB 3.0 có tốc độ đường truyền mới gọi là SuperSpeed USB (SS), với tốc độ chuyển dữ liệu lên đến 5 Gbit/s (625 MB/s), gấp khoảng mười lần so với chuẩn USB 2.0. Để phân biệt các cổng USB 3.0 với các cổng 2.0, các nhà sản xuất thường làm các cổng USB 3.0 theo các mã màu xanh của ổ cắm và các phích cắm chuẩn A, hoặc in ký hiệu SS một bên các cổng 3.0.
Phiên bản kế nhiệm của USB 3.0 là USB 3.1 được phát hành vào tháng 7 năm 2013. USB thừa hưởng những tiêu chuẩn của USB 3.0 và đồng thời thay thế luôn chuẩn 3.0. Chuẩn USB 3.1 giữ lại mức tốc độ SuperSpeed, và bây giờ người ta gọi USB 3.0 với cái tên mới là USB 3.1 Thế hệ 1 (USB 3.1 Gen 1), ngoài ra chuẩn này còn định nghĩa một chuẩn tốc độ SuperSpeed mới với tốc độ 10Gbps được gọi là USB 3.1 Thế hệ 2 (USB 3.1 Gen 2). Thực tế thì đây chính là chuẩn USB 3.1 không đi kèm nhãn USB 3.1 Gen 1 hoặc USB 3.1 Gen 2. Chuẩn này có tốc độ truyền dữ liệu lên tới 10 Gbit/s (1250 MB/s, gấp đôi tốc độ của USB 3.0), mang lại tốc độ tối đa trong lý thuyết ngang bằng với tốc độ của chuẩn giao tiếp Thunderbolt thế hệ đầu tiên.
USB 3.2 được phát hành vào tháng 9 năm 2017 để thay thế cho chuẩn USB 3.1.
Từ "USB 3.0" từ 2017 trở đi thì thay tên lại thành USB 3.1 gen 1.

## Tổng quan
Các đặc điểm kỹ thuật của USB 3.0 tương tự với USB 2.0, nhưng đi kèm nhiều cải tiến cùng với cách hiện thực hóa khác hẳn. Trước đó, các khái niệm về USB như "thiết bị đầu cuối" và bốn tính chất của việc chuyển dữ liệu (số lượng lớn - bulk, kiểm soát - control, không đồng bộ - isochronous và gián đoạn - interrupt) được duy trì, nhưng các giao thức cũng như cách giao tiếp điện là khác nhau. Các đặc điểm kỹ thuật xác định một kênh vật lý riêng để truyền tải lưu lượng của USB 3.0. Những thay đổi được miêu tả như sau:
- Tốc độ truyền tải:  USB 3.0 bổ sung một phương thức truyền mới gọi là loại SuperSpeed hoặc SS, 5 Gbit/s (về mặt điện tử thì chuẩn này giống với chuẩn PCI Express 2.0 và SATA hơn là USB 2.0)[8]
- Tăng băng thông: thay vì sử dụng một đường liên lạc một chiều thì USB 3.0 sử dụng tới hai đường dữ liệu không định hướng, một đường để nhận và một đường để truyền dữ liệu.
- Quản lý điện: trạng thái quản lý điện ở liên kết từ U0 đến U3 được xác định.
- Cải thiện cách sử dụng bus: USB 3.0 bổ sung một tính năng mới, sử dụng các gói NRDY và ERDY để cho phép một thiết bị thông báo theo cách không đồng bộ cho hệ thống biết rằng nó đã sẵn sàng.
- Phương thức bulk được cập nhật, cho phép một lượng lớn các dòng stream ở trong một điểm cuối (Endpoint)

Về cơ bản thì USB 3.0 có tốc độ truyền lên đến 5 Gbps, nhanh hơn khoảng 10 lần so với USB 2.0 (480 Mbps). Và vì USB 3.0 là duplex toàn phần trong khi USB 2.0 là duplex bán phần, lượng băng thông của USB 3.0 có thể lớn gấp 20 lần băng thông của USB 2.0 nếu sử dụng cả hai đường truyền dữ liệu.

### Kiến trúc và tính năng

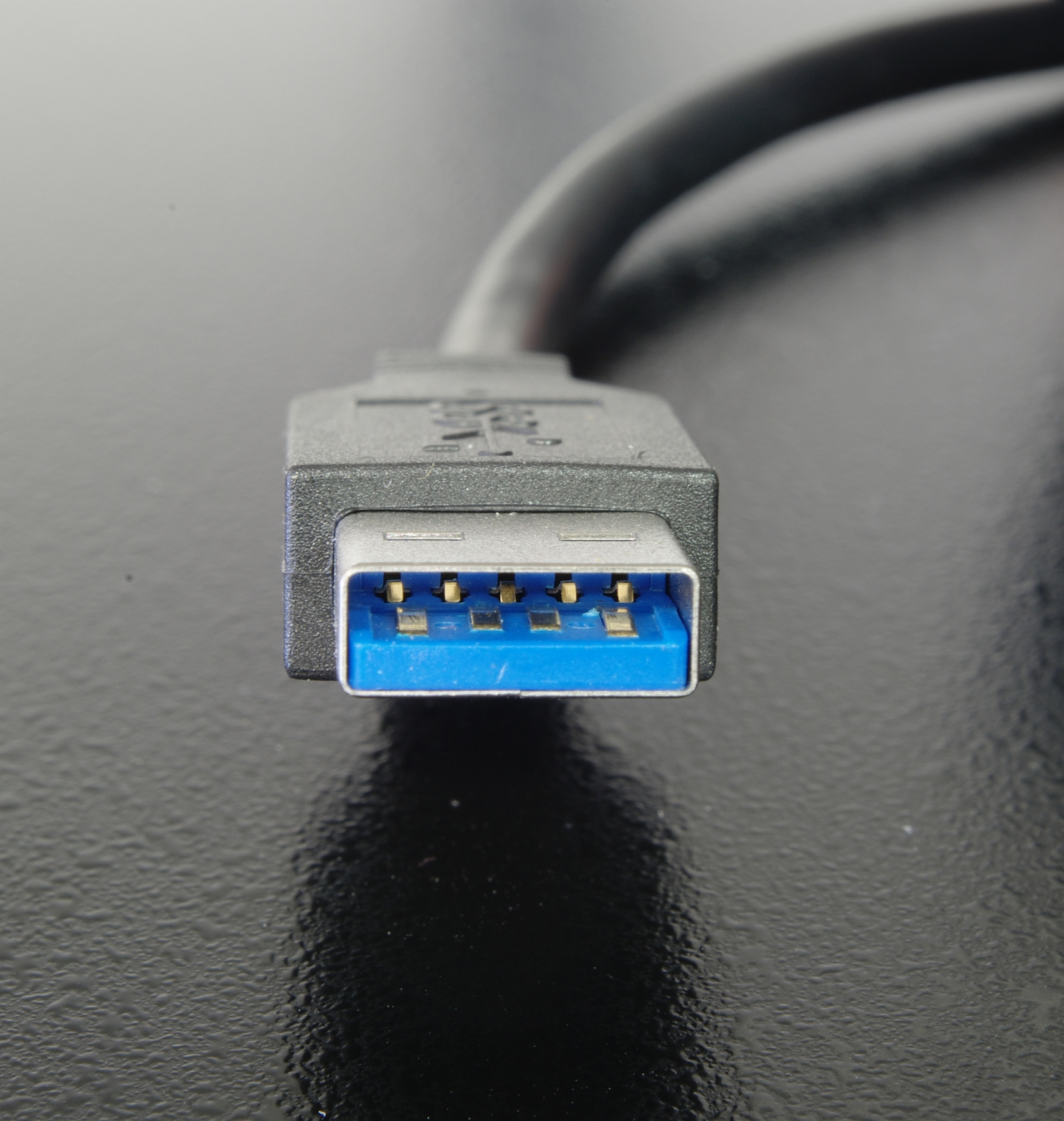
Phía trước của một kết nối USB 3.0 chuẩn A, có 4 chân để tương thích ngược với các cổng USB 1.x/2.0, và một hàng thứ hai với 5 chân cho các cổng USB 3.0. Phần nhựa ở USB 3.0 có màu xanh chuẩn và được gọi là Pantone 300C.

Ở USB 3.0, kiến trúc dual-bus được sử dụng để cho phép cả hai chuẩn USB 2.0 (tốc độ đầy đủ, tốc độ thấp hoặc tốc độ cao) và USB 3.0 (SuperSpeed) hoạt động đồng thời, nên chuẩn này có tính tương thích ngược. Ngoài ra thì các thiết bị USB 3.0 cũng có thể hoạt động với các cổng USB 2.0. 

### Truyền tải dữ liệu và đồng bộ
Những đường truyền SuperSpeed được bắt đầu với việc hệ thống thực hiện một yêu cầu, và thiết bị có thể chấp nhận hoặc từ chối yêu cầu đó; nếu được chấp nhận, thiết bị sẽ gửi dữ liệu hoặc nhận dữ liệu từ máy chủ. Nếu đầu cuối bị dừng, thiết bị sẽ trả lời bằng một cái bắt tay STALL. Nếu thiếu không gian đệm hoặc dữ liệu đệm, thiết bị sẽ phản hồi bằng tín hiệu Không Sẵn sàng - Not Ready (NRDY) để báo cho hệ thống biết rằng nó không thể xử lý yêu cầu. Khi thiết bị đã sẵn sàng, nó sẽ gửi tín hiệu Điểm đến Sẵn sàng - Endpoint Ready (ERDY) tới hệ thống, sau đó hệ thống sẽ lên lịch lại việc truyền dữ liệu.
Việc sử dụng unicast và lượng giới hạn các gói tin multicast kết hợp với các thông báo không đồng bộ, cho phép các liên kết không chủ động chuyển các gói tin sẽ được đưa vào trạng thái tiêu thụ điện thấp, giúp quản lý điện năng tốt hơn.

### Mã hóa dữ liệu
Tất cả dữ liệu được gửi dưới dạng một chuỗi các đoạn 8 bit (một byte) được mã hoá và chuyển đổi thành các ký hiệu 10-bit thông qua phương pháp mã hóa 8b/10b. Điều này giúp bên nhận giải mã chính xác ngay cả khi có nhiễu điện từ (EMI). Sự xáo trộn được thực hiện bằng cách phương pháp đăng ký thay đổi hồi quy tuyết tính - linear feedback shift register (LFSR). LFSR được đặt lại bất cứ khi nào một biểu tượng COM được gửi hoặc nhận.
Không như các chuẩn trước, chuẩn USB 3.0 không trực tiếp chỉ định độ dài tối đa của dây cáp, chỉ yêu cầu rằng tất cả các cáp đạt được các yêu cầu sau: với các cáp đồng AWG 26 dây thì độ dài dây tối đa là 1,3 mét (4,3 ft).

## Sẵn sàng cho thị trường

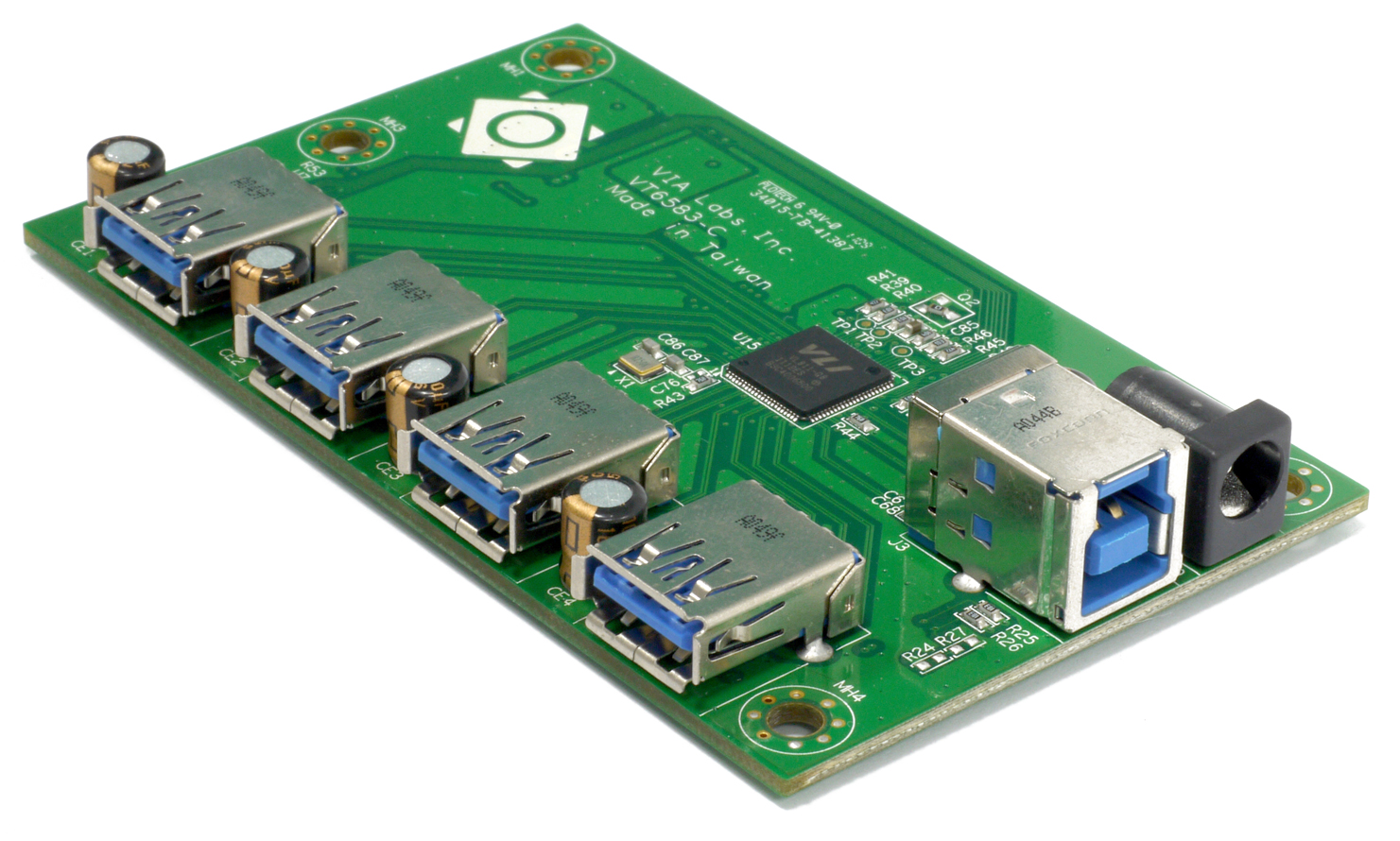
Một hub với bốn cổng USB 3.0, sử dụng chipset VIA Technologies

### Bổ sung vào các thiết bị hiện có

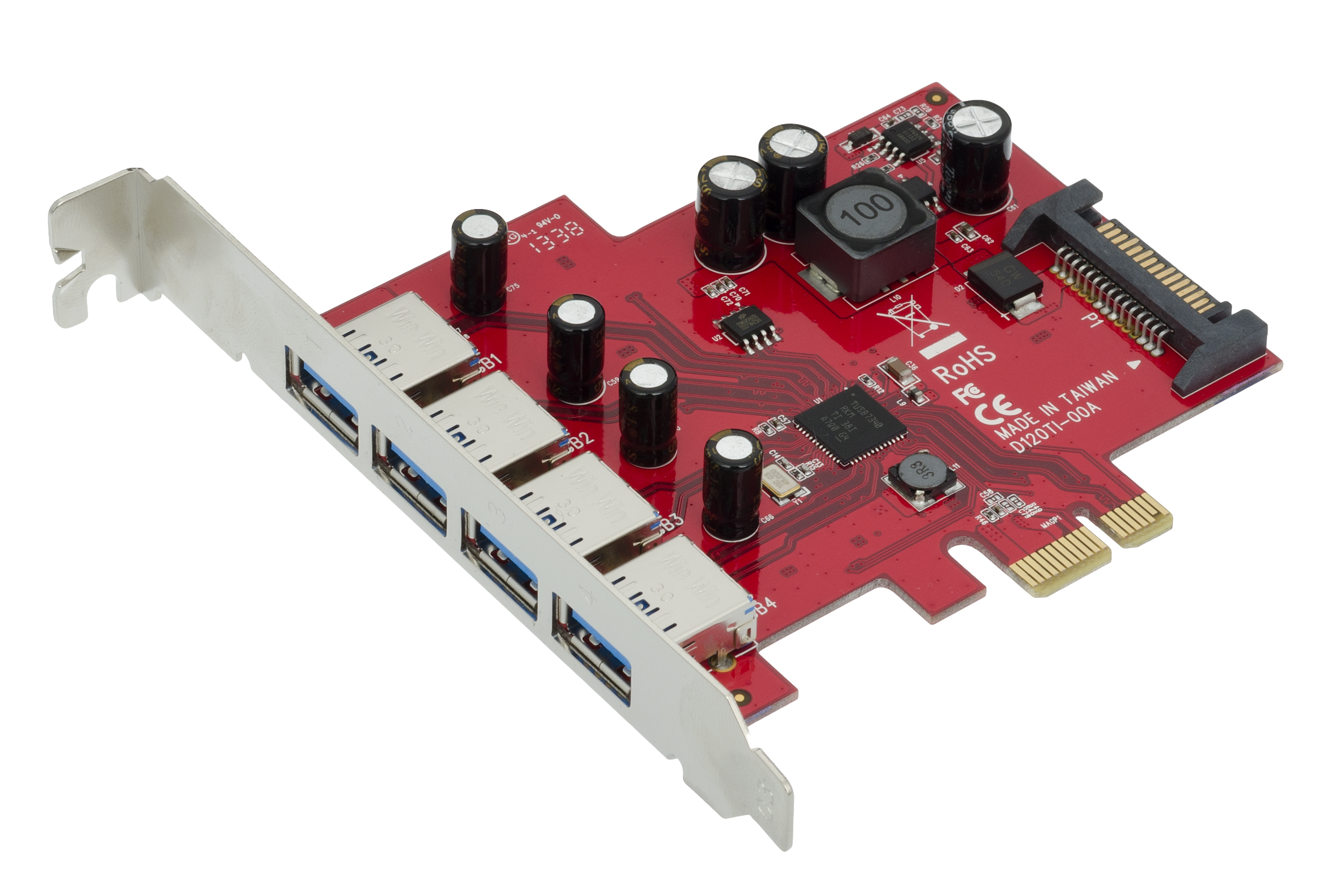
Một controller USB 3.0 dưới dạng một card mở rộng PCI Express

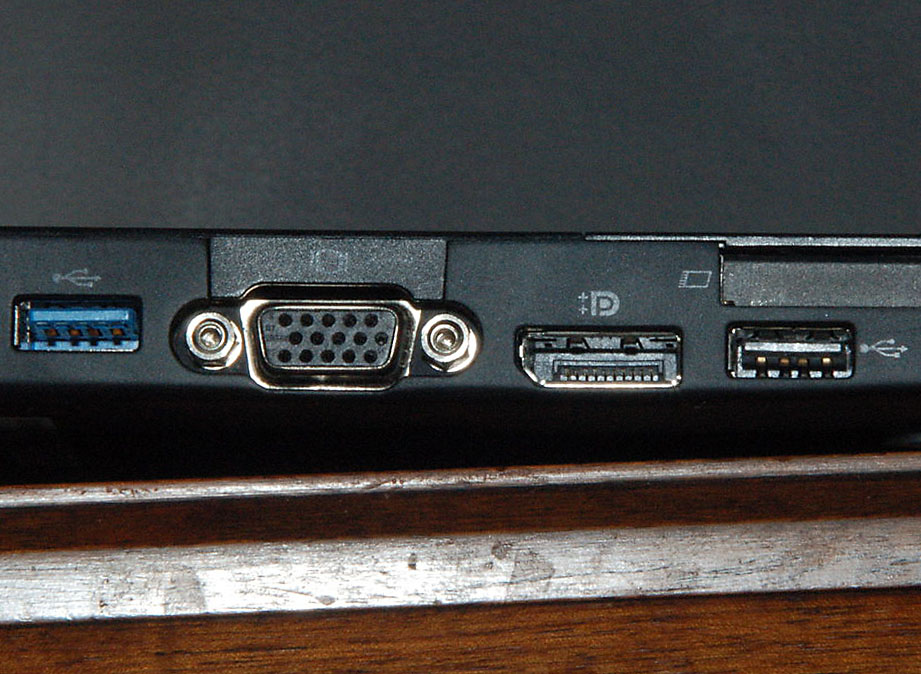
Các cổng kết nối bên ở một máy tính xách tay. Từ trái qua phải là cổng USB 3.0, cổng VGA, kết nối DisplayPort và cổng USB 2.0.

### Tính tương thích ngược

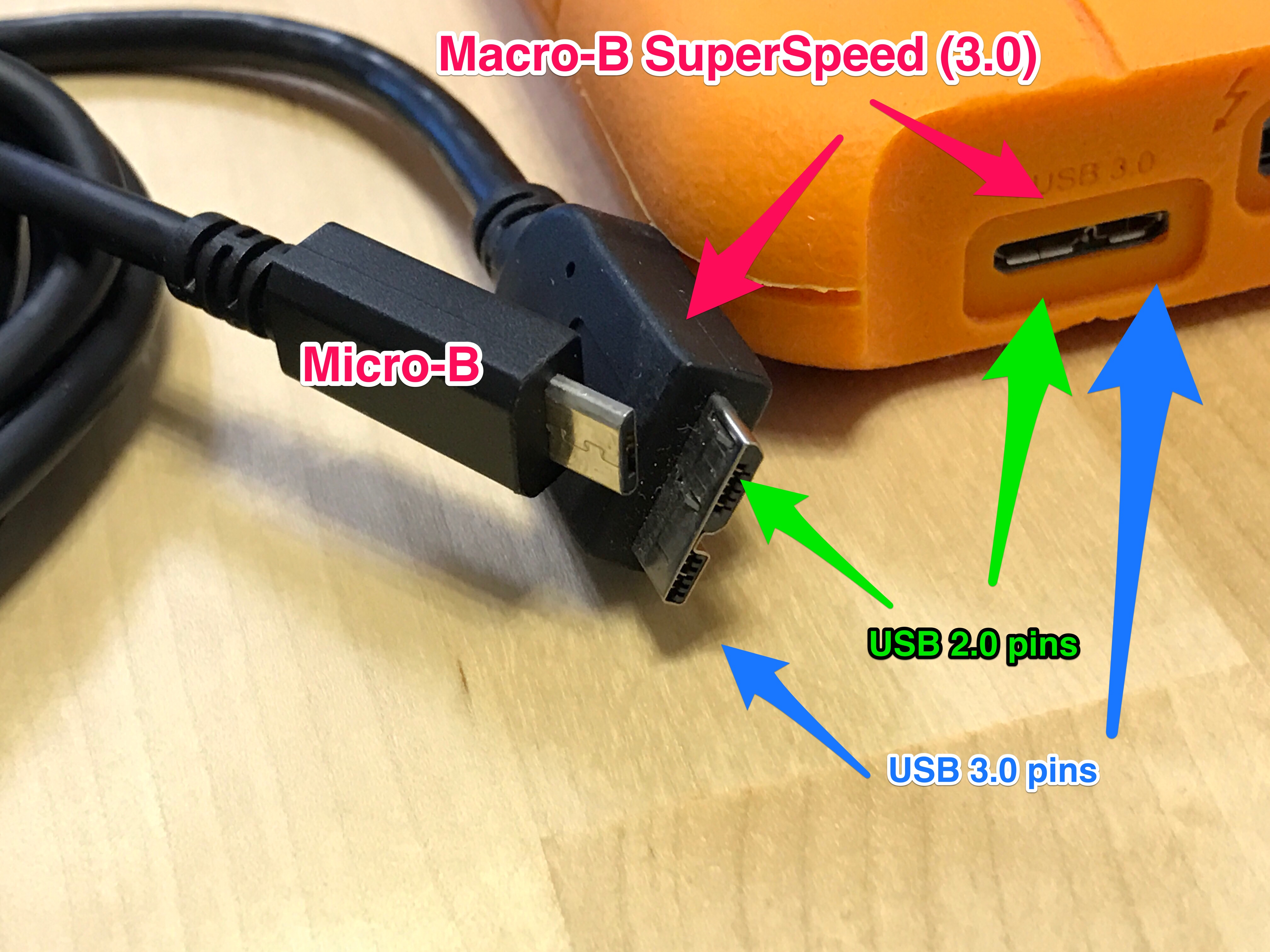
USB 2.0 Micro-B so sánh với USB 3.0 Micro-B SuperSpeed